# Placiphorella rufa
Placiphorella rufa is een keverslakkensoort uit de familie van de Mopaliidae. De wetenschappelijke naam van de soort is voor het eerst geldig gepubliceerd in 1917 door Berry.